# Album al numero uno nella Billboard 200 nel 1991

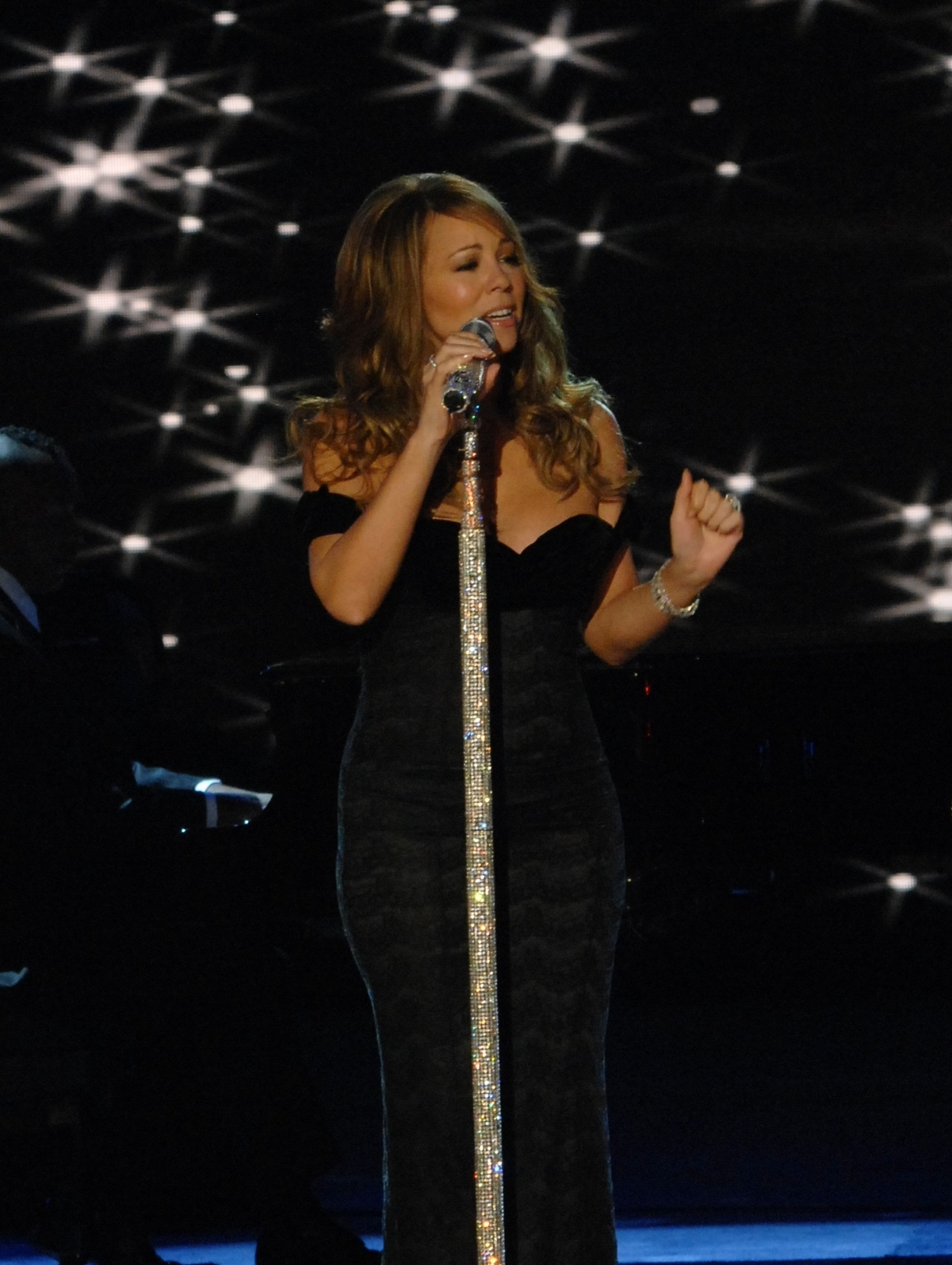
Mariah Carey, con il suo omonimo album di debutto Mariah Carey, è rimasta in vetta alla Billboard 200 per 11 settimane consecutive.

Di seguito è proposta la lista degli album al numero uno nella Billboard 200 nel 1991. La Billboard 200, pubblicata settimanalmente dalla rivista Billboard, considera gli album e gli EP più venduti negli Stati Uniti. Dal 1º marzo 1991, Nielsen Soundscan inizia a raccogliere i dati per la Billboard e a considerare le vendite fisiche settimanali degli album negli Stati Uniti e, a partire dal 25 maggio 1991, Billboard inizia a pubblicarle unitamente alle classifiche settimanali. A partire dal 7 settembre 1991, la classifica cambia nome da Top Pop Albums a Billboard 200 Top Albums.
Nel 1991 sono stati 14 gli album a raggiungere la vetta della Billboard 200, tra i quali si considera anche To the Extreme, del rapper americano Vanilla Ice, che aveva iniziato il suo dominio nel novembre 1990, passando un totale di 16 settimane consecutive in vetta alla classifica (8 nel 1990 e 8 nel 1991).
L'omonimo album di debutto della cantante americana Mariah Carey è stato l'album con la più lunga permanenza alla prima posizione, con 11 settimane consecutive, diventando anche l'album più venduto del 1991.

## Billboard 200
| † | Indica l'album con le migliori prestazioni del 1991. |

| Data | Album                         | Artista         | Tot. sett. #1 | Unità vendute | Fonti         |
| --- | ----------------------------- | --------------- | ------------- | ------------- | ------------- |
| 5 gennaio | To the Extreme                | Vanilla Ice     | 16            | N/A           | [ 6 ]         |
| 12 gennaio | To the Extreme                | Vanilla Ice     | 16            | N/A           | [ 7 ]         |
| 19 gennaio | To the Extreme                | Vanilla Ice     | 16            | N/A           | [ 8 ]         |
| 26 gennaio | To the Extreme                | Vanilla Ice     | 16            | N/A           | [ 9 ]         |
| 2 febbraio | To the Extreme                | Vanilla Ice     | 16            | N/A           | [ 10 ]        |
| 9 febbraio | To the Extreme                | Vanilla Ice     | 16            | N/A           | [ 11 ]        |
| 16 febbraio | To the Extreme                | Vanilla Ice     | 16            | N/A           | [ 12 ]        |
| 23 febbraio | To the Extreme                | Vanilla Ice     | 16            | N/A           | [ 13 ]        |
| 2 marzo | Mariah Carey †                | Mariah Carey    | 11            | N/A           | [ 14 ]        |
| 9 marzo | Mariah Carey †                | Mariah Carey    | 11            | N/A           | [ 15 ]        |
| 16 marzo | Mariah Carey †                | Mariah Carey    | 11            | N/A           | [ 16 ]        |
| 23 marzo | Mariah Carey †                | Mariah Carey    | 11            | N/A           | [ 17 ]        |
| 30 marzo | Mariah Carey †                | Mariah Carey    | 11            | N/A           | [ 18 ]        |
| 6 aprile | Mariah Carey †                | Mariah Carey    | 11            | N/A           | [ 19 ]        |
| 13 aprile | Mariah Carey †                | Mariah Carey    | 11            | N/A           | [ 20 ]        |
| 20 aprile | Mariah Carey †                | Mariah Carey    | 11            | N/A           | [ 21 ]        |
| 27 aprile | Mariah Carey †                | Mariah Carey    | 11            | N/A           | [ 22 ]        |
| 4 maggio | Mariah Carey †                | Mariah Carey    | 11            | N/A           | [ 23 ]        |
| 11 maggio | Mariah Carey †                | Mariah Carey    | 11            | N/A           | [ 24 ]        |
| 18 maggio | Out of Time                   | R.E.M.          | 2             | N/A           | [ 25 ]        |
| La Billboard 200 ora considera i dati delle vendite della Nielsen SoundScan e inizia a pubblicarli settimanalmente. |                               |                 |               |               |               |
| 25 maggio | Time, Love & Tenderness       | Michael Bolton  | 1             | N/A           | [ 26 ]        |
| 1º luglio | Out of Time                   | R.E.M.          | 2             | 89.000        | [ 27 ] [ 28 ] |
| 8 giugno | Spellbound                    | Paula Abdul     | 2             | 88.000        | [ 29 ] [ 30 ] |
| 15 giugno | Spellbound                    | Paula Abdul     | 2             | 89.000        | [ 30 ] [ 31 ] |
| 22 giugno | Niggaz4Life                   | N.W.A           | 1             | N/A           | [ 32 ]        |
| 29 giugno | Slave to the Grind            | Skid Row        | 1             | 134.000       | [ 33 ] [ 34 ] |
| 6 luglio | For Unlawful Carnal Knowledge | Van Halen       | 3             | 243.000       | [ 35 ] [ 36 ] |
| 13 luglio | For Unlawful Carnal Knowledge | Van Halen       | 3             | N/A           | [ 37 ]        |
| 20 luglio | For Unlawful Carnal Knowledge | Van Halen       | 3             | N/A           | [ 38 ]        |
| 27 luglio | Unforgettable... with Love    | Natalie Cole    | 5             | N/A           | [ 39 ]        |
| 3 agosto | Unforgettable... with Love    | Natalie Cole    | 5             | N/A           | [ 40 ]        |
| 10 agosto | Unforgettable... with Love    | Natalie Cole    | 5             | N/A           | [ 41 ]        |
| 17 agosto | Unforgettable... with Love    | Natalie Cole    | 5             | N/A           | [ 42 ]        |
| 24 agosto | Unforgettable... with Love    | Natalie Cole    | 5             | N/A           | [ 43 ]        |
| 31 agosto | Metallica                     | Metallica       | 4             | 598.000       | [ 44 ] [ 45 ] |
| 7 settembre | Metallica                     | Metallica       | 4             | 290.000       | [ 46 ] [ 47 ] |
| 14 settembre | Metallica                     | Metallica       | 4             | N/A           | [ 48 ]        |
| 21 settembre | Metallica                     | Metallica       | 4             | N/A           | [ 49 ]        |
| 28 settembre | Ropin' the Wind               | Garth Brooks    | 17            | 300.000       | [ 50 ] [ 51 ] |
| 5 ottobre | Use Your Illusion II          | Guns N' Roses   | 2             | 770.000       | [ 52 ] [ 53 ] |
| 12 ottobre | Use Your Illusion II          | Guns N' Roses   | 2             | 340.000       | [ 54 ] [ 55 ] |
| 19 ottobre | Ropin' the Wind               | Garth Brooks    | 17            | 254.000       | [ 56 ] [ 57 ] |
| 26 ottobre | Ropin' the Wind               | Garth Brooks    | 17            | 270.000       | [ 58 ] [ 59 ] |
| 2 novembre | Ropin' the Wind               | Garth Brooks    | 17            | 230.000       | [ 60 ] [ 61 ] |
| 9 novembre | Ropin' the Wind               | Garth Brooks    | 17            | 220.000       | [ 62 ] [ 63 ] |
| 16 novembre | Ropin' the Wind               | Garth Brooks    | 17            | 190.000       | [ 64 ] [ 65 ] |
| 23 novembre | Ropin' the Wind               | Garth Brooks    | 17            | 175.000       | [ 66 ] [ 67 ] |
| 30 novembre | Ropin' the Wind               | Garth Brooks    | 17            | 175.000       | [ 68 ] [ 69 ] |
| 7 dicembre | Achtung Baby                  | U2              | 1             | 295.000       | [ 70 ] [ 71 ] |
| 14 dicembre | Dangerous                     | Michael Jackson | 4             | 326.500       | [ 72 ] [ 73 ] |
| 21 dicembre | Dangerous                     | Michael Jackson | 4             | 378.000       | [ 74 ] [ 75 ] |
| 28 dicembre | Dangerous                     | Michael Jackson | 4             | 370.000       | [ 76 ] [ 77 ] |

Note:
1. ↑  Ha raggiunto il numero uno anche nel 1990
2. 1 2  Ha raggiunto il numero uno anche nel 1992
3. ↑  Ha raggiunto il numero uno anche nel 1992